# Ulica Tadeusza Kościuszki w Katowicach
Ulica Tadeusza Kościuszki w Katowicach (do 1922 Beatestraße, w latach 1939–1945 Höferstraße) – jedna z najważniejszych arterii komunikacyjnych Katowic, jest najdłuższą ulicą w Katowicach. Biegnie przez dzielnice: Śródmieście, Brynów-Osiedle Zgrzebnioka, Piotrowice-Ochojec do Mikołowa (zmiana nazwy na ul. Katowicką).

## Przebieg
Ulica rozpoczyna swój bieg w Śródmieściu, przy skrzyżowaniu z ulicami: Św. Jana, Wojewódzką i Jana Kochanowskiego, obok Kinoteatru Rialto. Następnie krzyżuje się z ul. Mikołaja Kopernika i ul. Jagiellońską w rejonie placu Karola Miarki, dalej z ulicami: PCK, Powstańców, Józefa Poniatowskiego (do ul. Mikołowskiej) i Marcina Szeligiewicza. Za wiaduktem nad autostradą A4 (aleją Górnośląską) biegnie wzdłuż Parku im. Tadeusza Kościuszki. Widać stąd zabudowania osiedla Alfonsa Zgrzebnioka i Osiedla Ptasiego. Przy skrzyżowaniu z ul. Rolną ulica Kościuszki łączy się z ulicą Brynowską przyjmując nr 81 drogi krajowej. W rejonie skrzyżowania z ulicami: Kłodnicką, Rzepakową i Zygmunta Waltera Jankego znajduje się pętla tramwajowa. W Piotrowicach krzyżuje się z jedną z ważniejszych dróg – ulicą Armii Krajowej. Za wiaduktem nad linią kolejową do Tychów, ul. T. Kościuszki ponownie łączy się z ul. Zygmunta W. Jankego, biegnie przez Lasy Panewnickie, krzyżuje się z ul. Owsianą (do Starej Ligoty) i ul. Pstrągową (do Zarzecza). Dalej przebiega granica miasta (w Mikołowie zmienia nazwę na ulicę Katowicką).

## Historia
Przebieg ulicy T. Kościuszki na odcinku od obecnego Brynowa wzdłuż parku im. T. Kościuszki do centrum Katowic został wytyczony w pierwszej ćwierci XIX wieku, zapewne w latach 1812-1827. Pierwotnie była to droga, którą transportowano węgiel wydobyty w Kopalni Beata do centrum osady. Do czasu powstania linii kolejowej jej przedłużeniem była obecna ulica Pocztowa. Nazywano ją zwyczajowo drogą „na Brynów” lub „na kopalnię Beata”. Nawet po 1865 r., kiedy Katowice otrzymały prawa miejskie, droga ta w granicach miasta nie wyglądała wcale jak miejska ulica. Był to zwykły, nieutwardzony trakt, który przecinał m.in. pola należące do rodzin Warzecha, Weichmann i Zaionc (lub Zaianz), dobra Winklerów oraz mijał niewielkie cegielnie.
Z czasem wzdłuż drogi zaczęły powstawać pierwsze kamienice i inne budynki. Do końca XIX w. powstała zwarta zabudowa do wysokości dzisiejszego Placu Miarki i nieliczne budynki powyżej niego. Do początku I wojny światowej ciągła zabudowa sięgnęła wysokości obecnej ulicy Poniatowskiego. Wraz z podziałem starych działek konieczna okazała się zmiana numeracji i w 1906 r. wprowadzono nową, która obowiązuje do dziś.
Na posiedzeniu Rady Miasta Katowice z 13 października 1890 roku ulicy nadano nazwę Beatestraße. Po przyłączeniu Katowic do Polski w 1922 r., nazwę ulicy zmieniono na ulicę Tadeusza Kościuszki. Przejściowo w okresie II wojny światowej ulica nosiła imię Karla Hoefera (niem. Höferstrasse), głównodowodzącego śląskich sił proniemieckich walczących z powstańcami śląskimi. Po wojnie wrócono do nazwy Tadeusza Kościuszki, a ulicę wydłużono aż po granicę z Mikołowem.

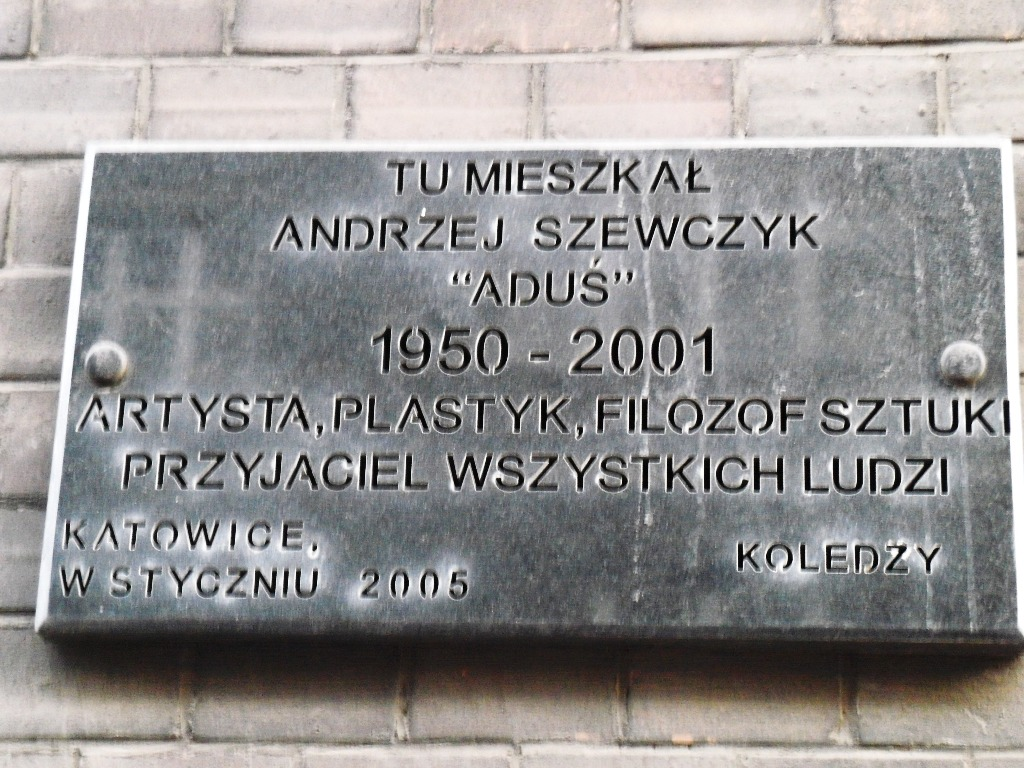
Tabliczka pamiątkowa ku czci Andrzeja Szewczyka na fasadzie budynku pod numerem 56

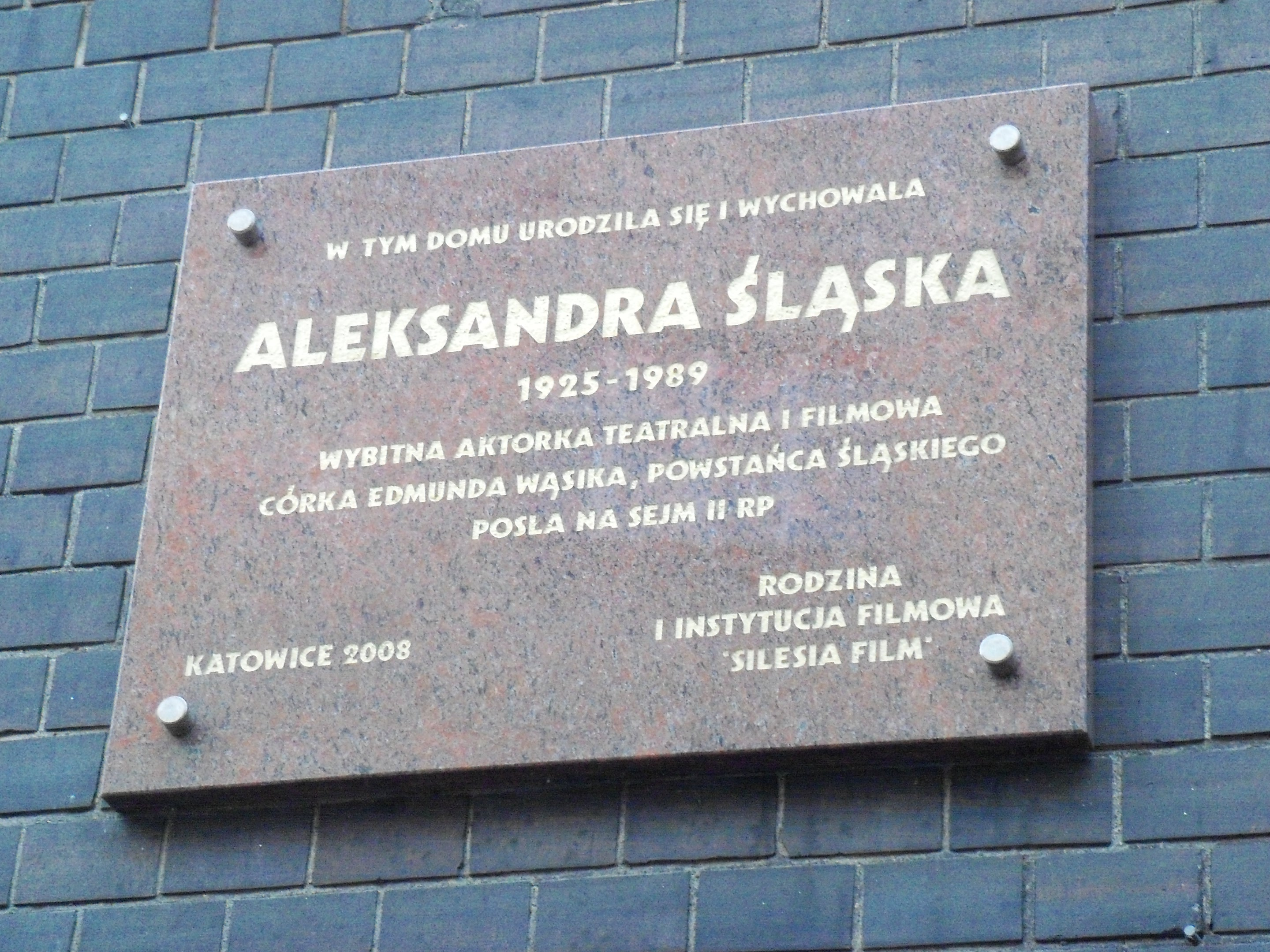
Tablica pamiątkowa na fasadzie budynku na rogu ul. T. Kościuszki i ul. J. Poniatowskiego, poświęcona aktorce Aleksandrze Śląskiej

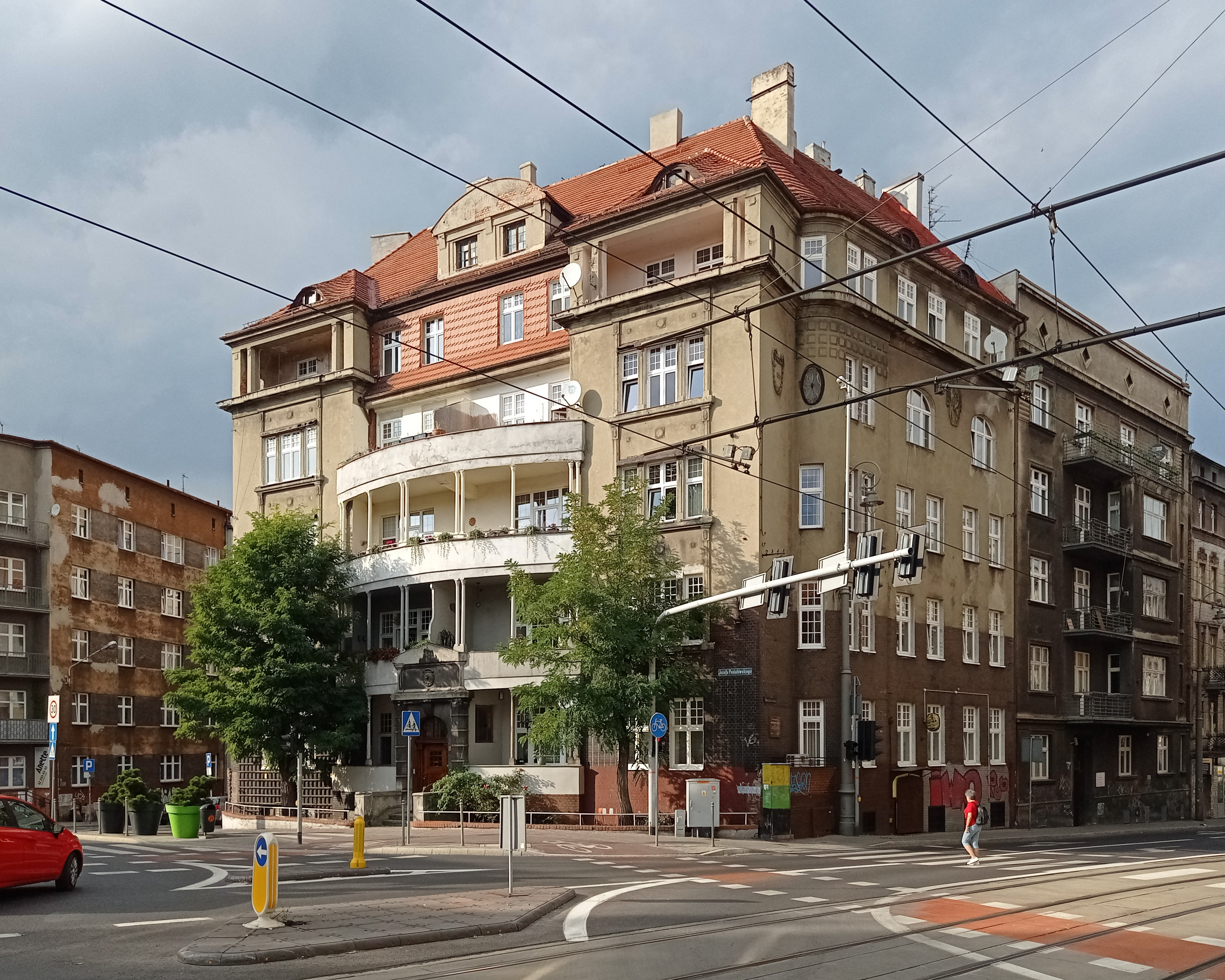
Budynek na rogu ul. Kościuszki i ul. Poniatowskiego 34

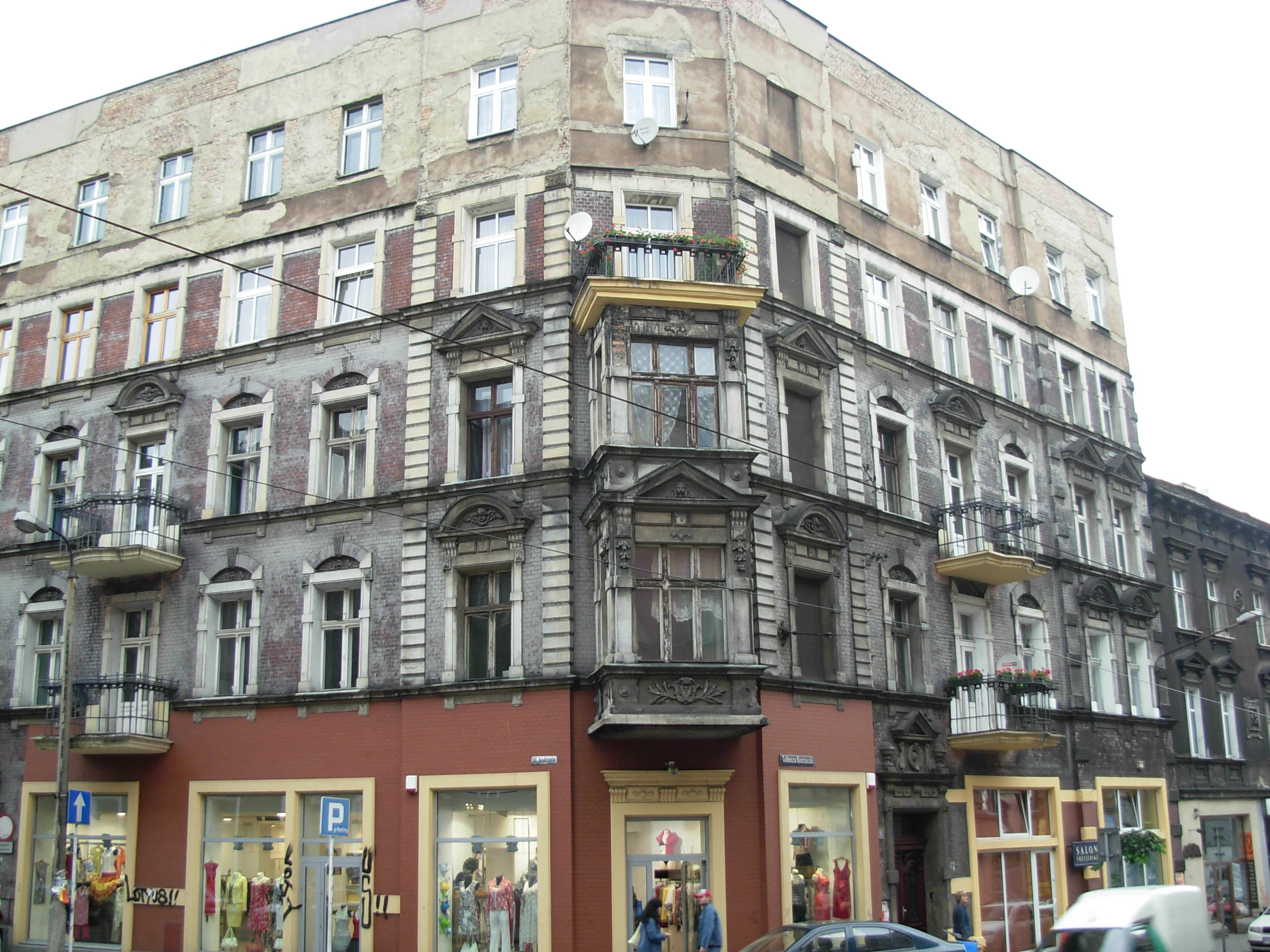
Kamienica narożna (ul. T. Kościuszki 7, ul. Andrzeja 1)

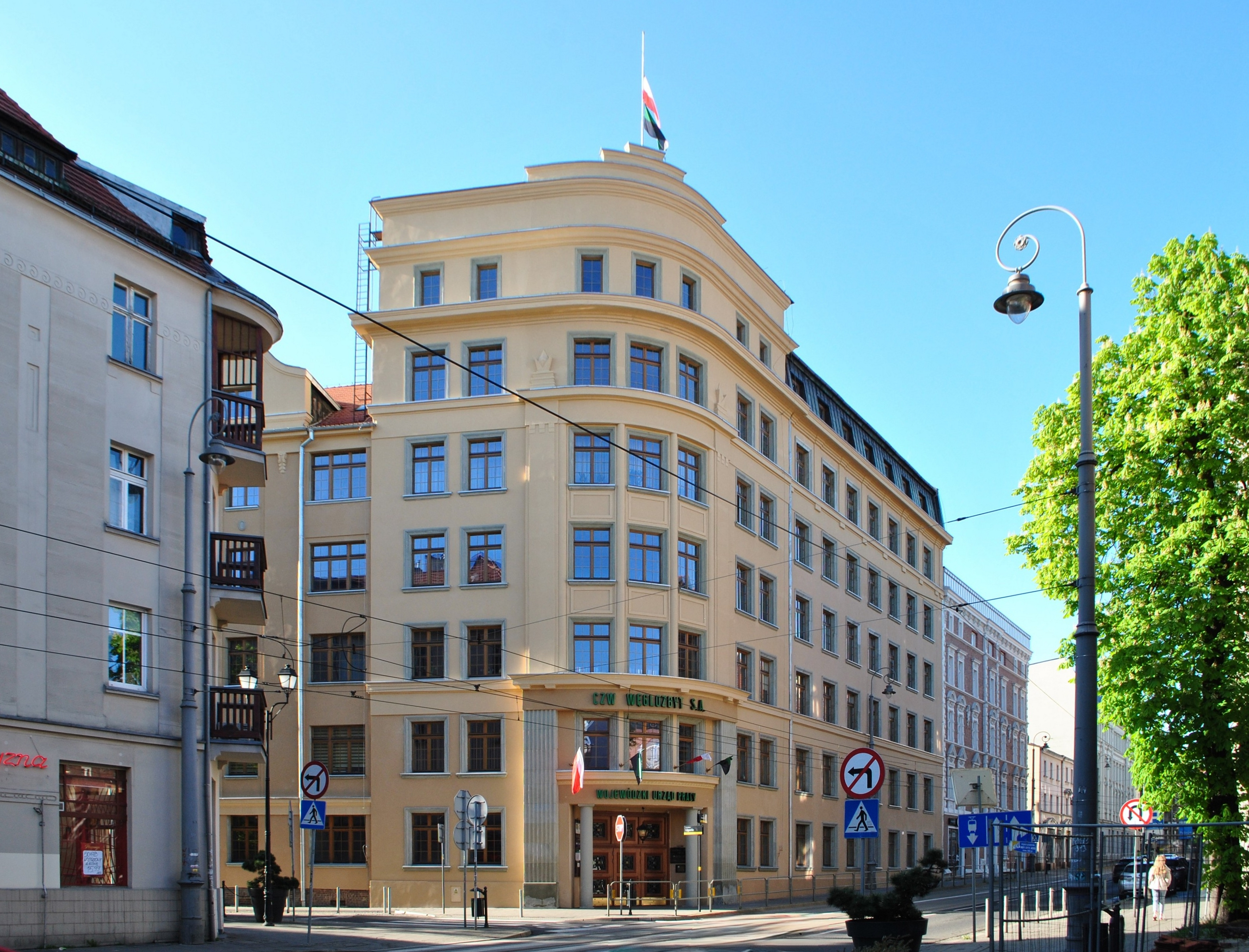
Budynek biurowy na rogu ul. Kościuszki i ul. Juliusza Ligonia (2025)

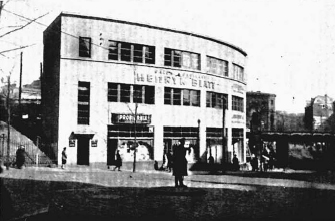
Nieistniejący awangardowy (modernizm) budynek przy ul. T. Kościuszki 1 (lata trzydzieste XX wieku) projektu Tadeusza Łobosa

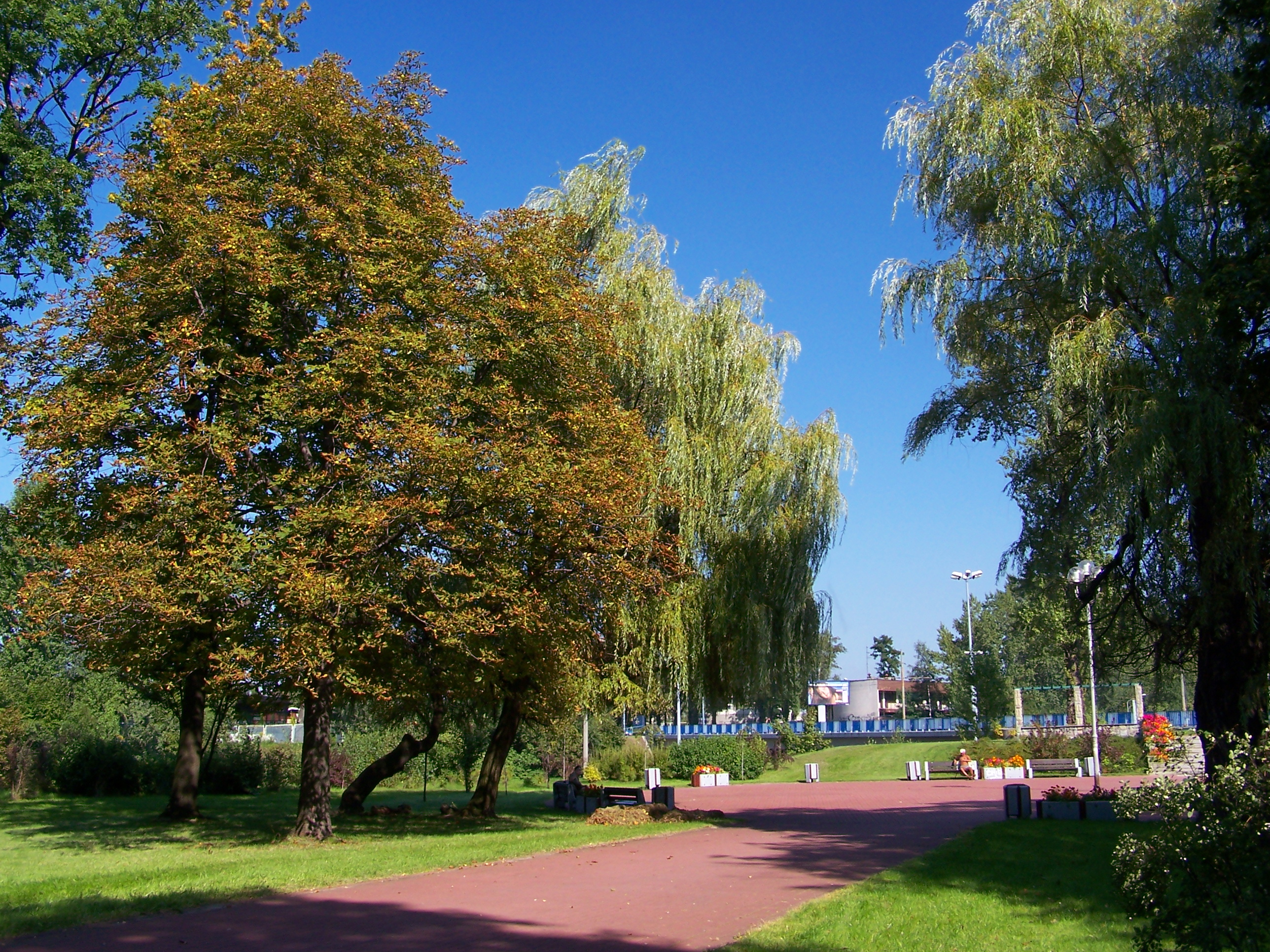
Park im. Tadeusza Kościuszki

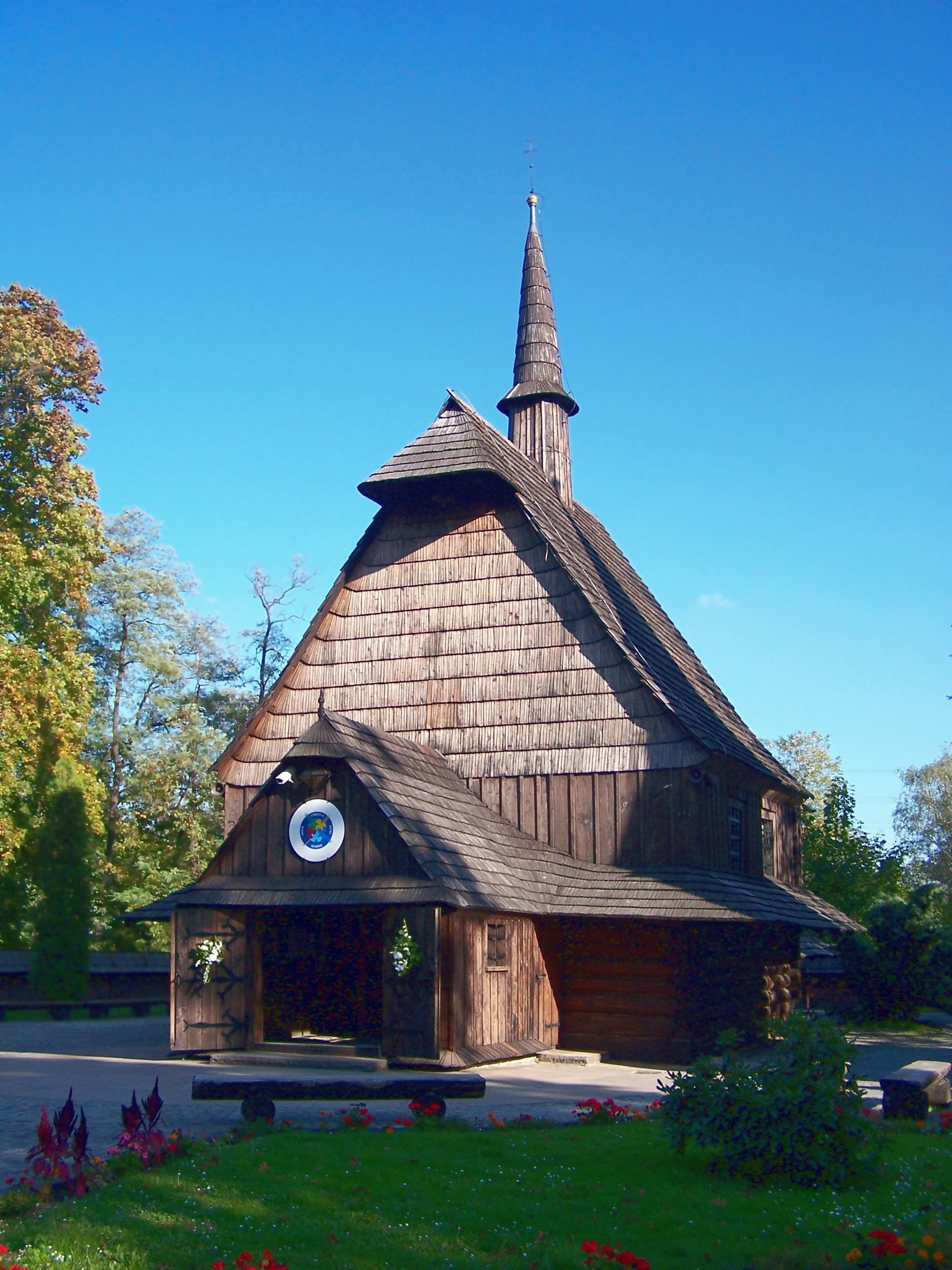
Kościół św. Michała Archanioła z 1510, znajdujący się w parku T. Kościuszki

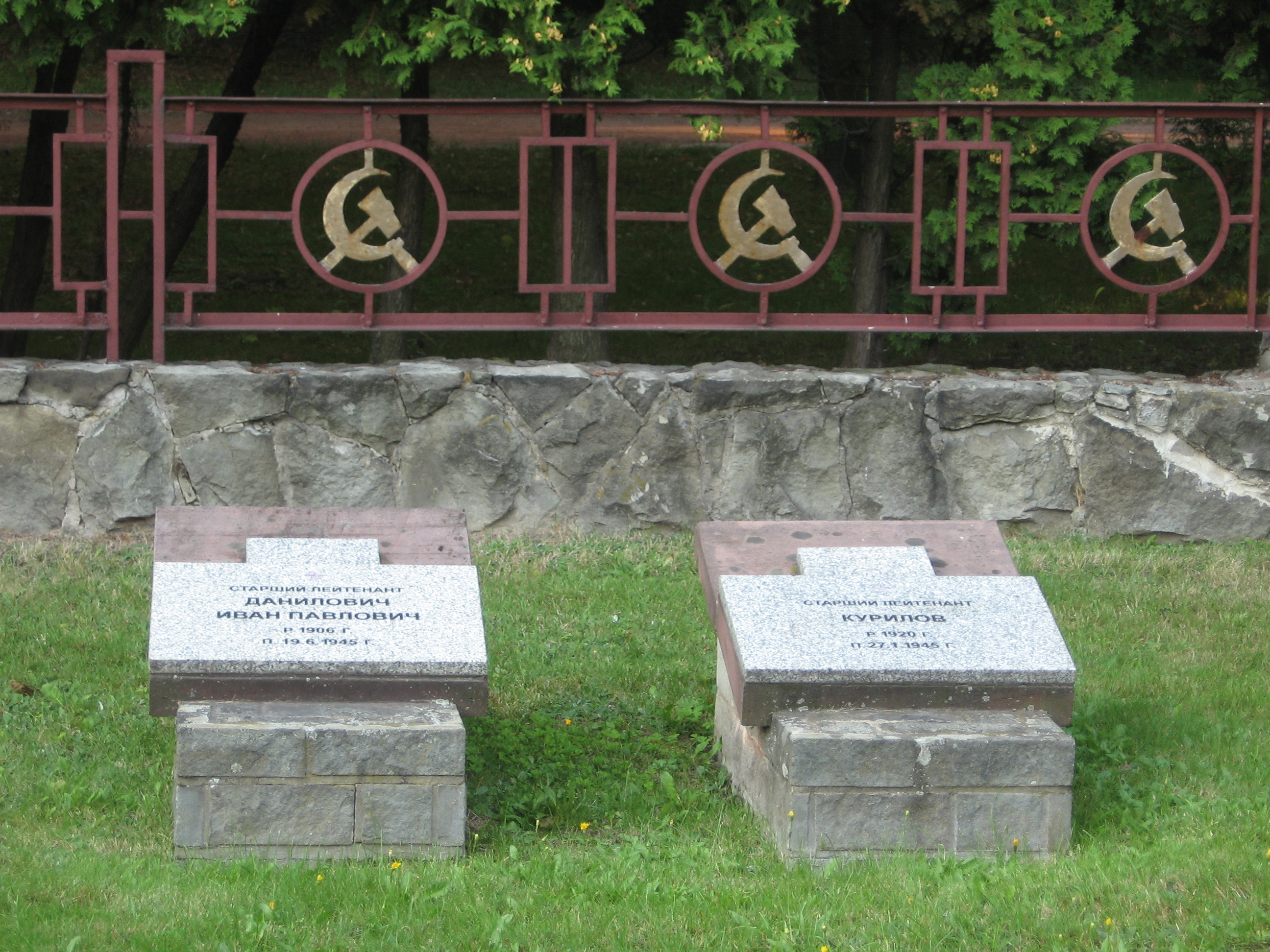
Cmentarz Żołnierzy Armii Czerwonej w parku T. Kościuszki

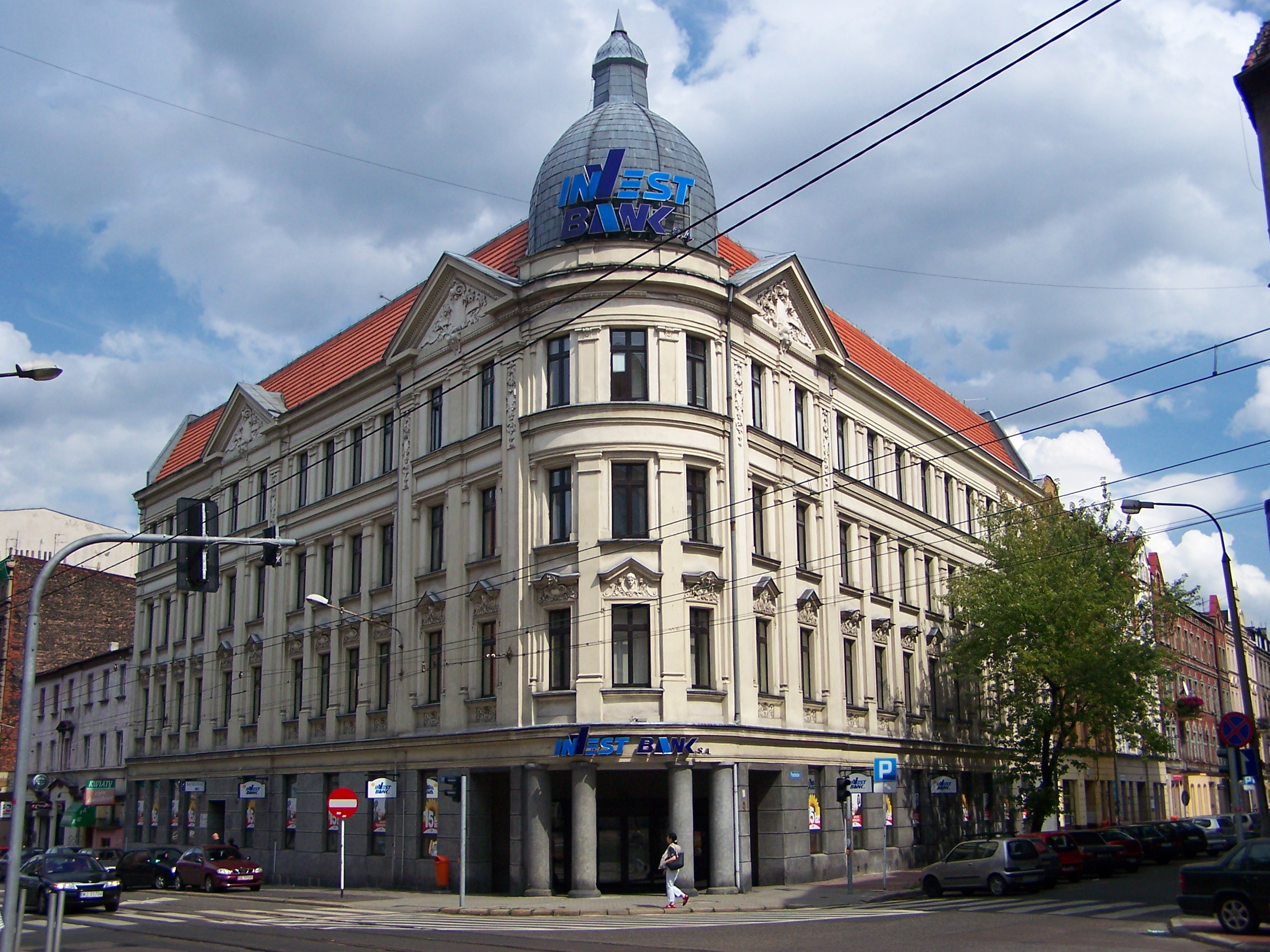
Budynek na rogu ul. Tadeusza Kościuszki i ul. Powstańców

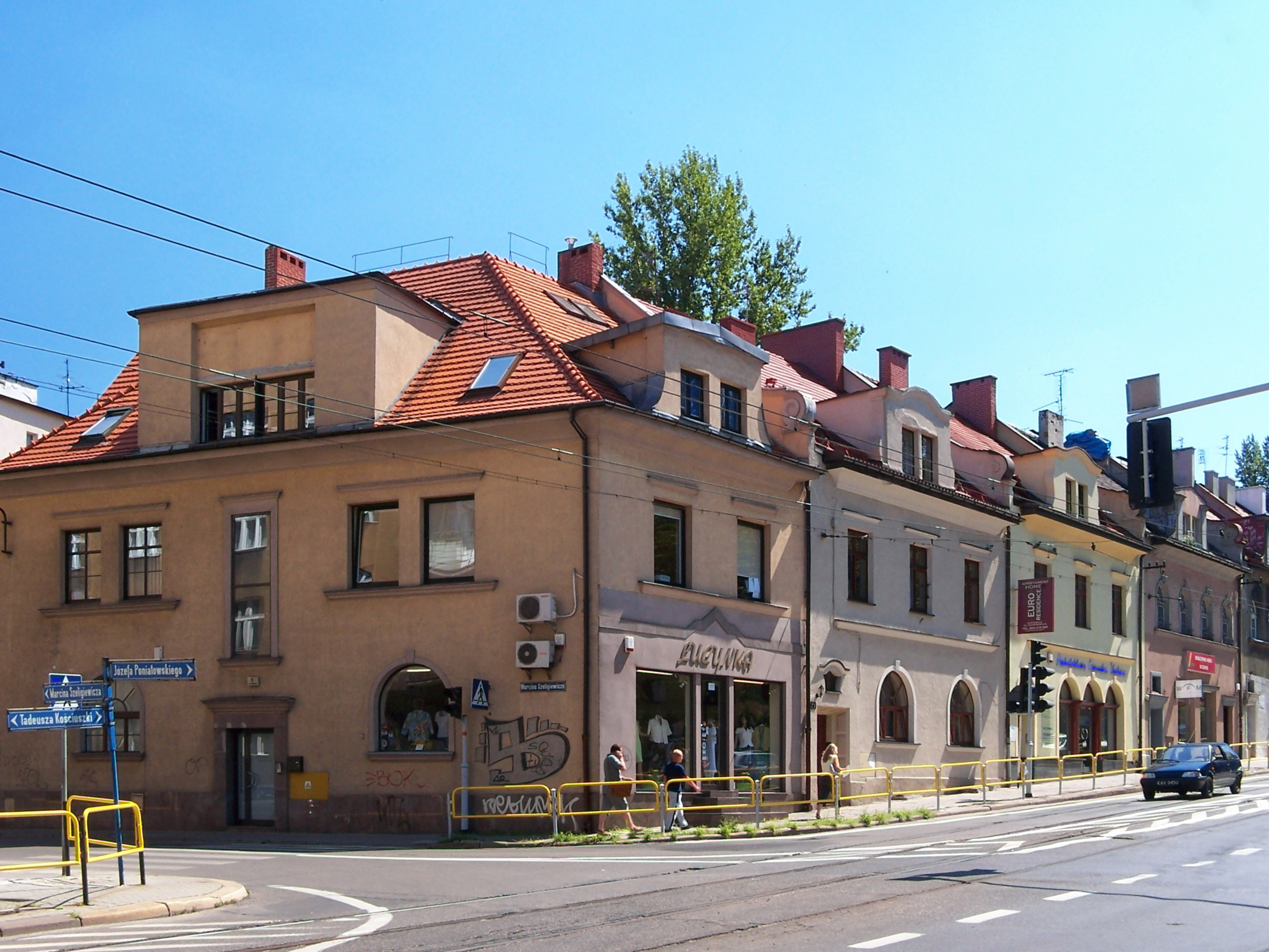
Domy Spółdzielni Budowlanej Urzędników Państwowych i Komunalnych (skrzyżowanie z ul. M. Szeligiewicza)

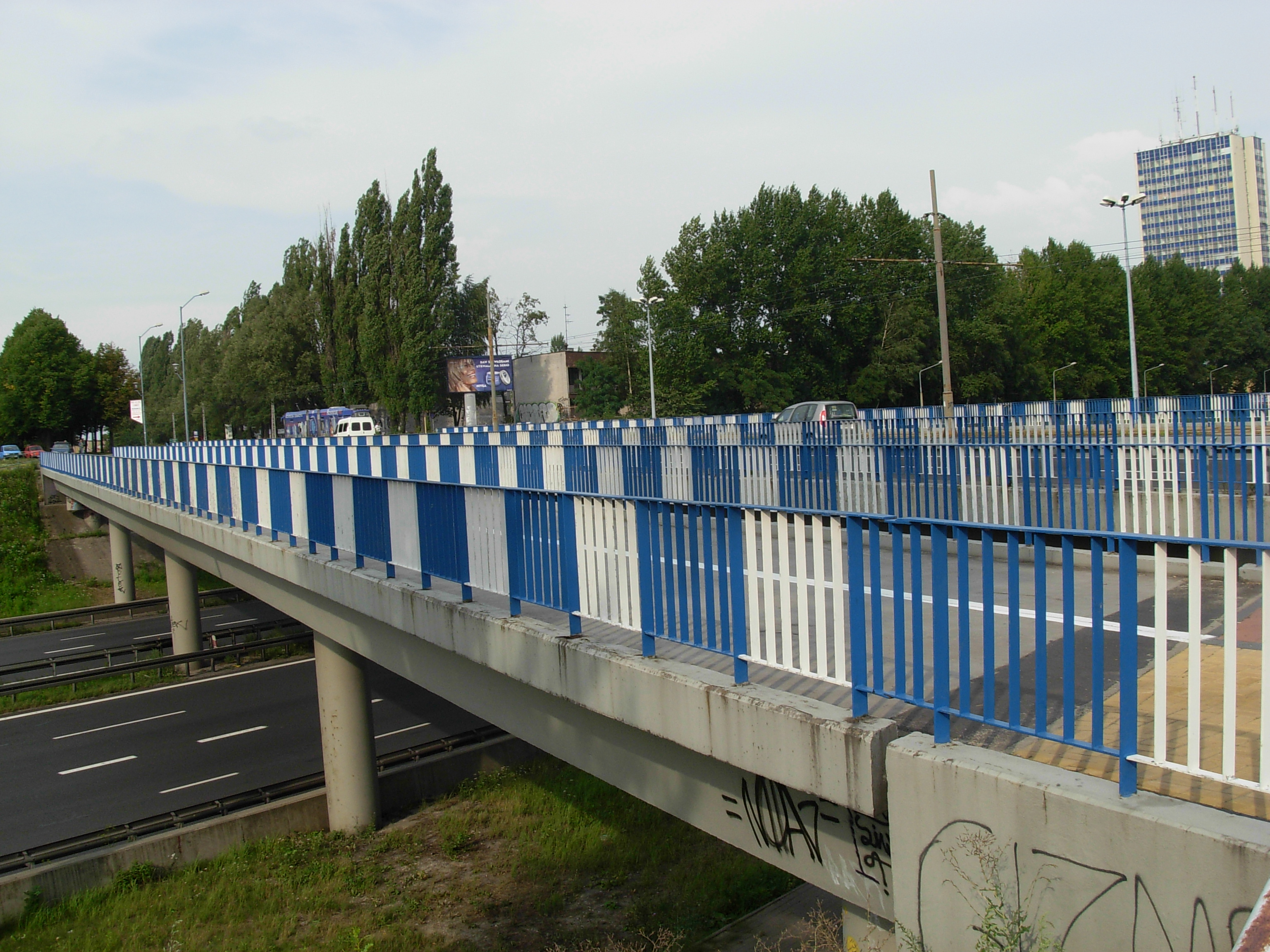
Most drogowy nad autostradą A4

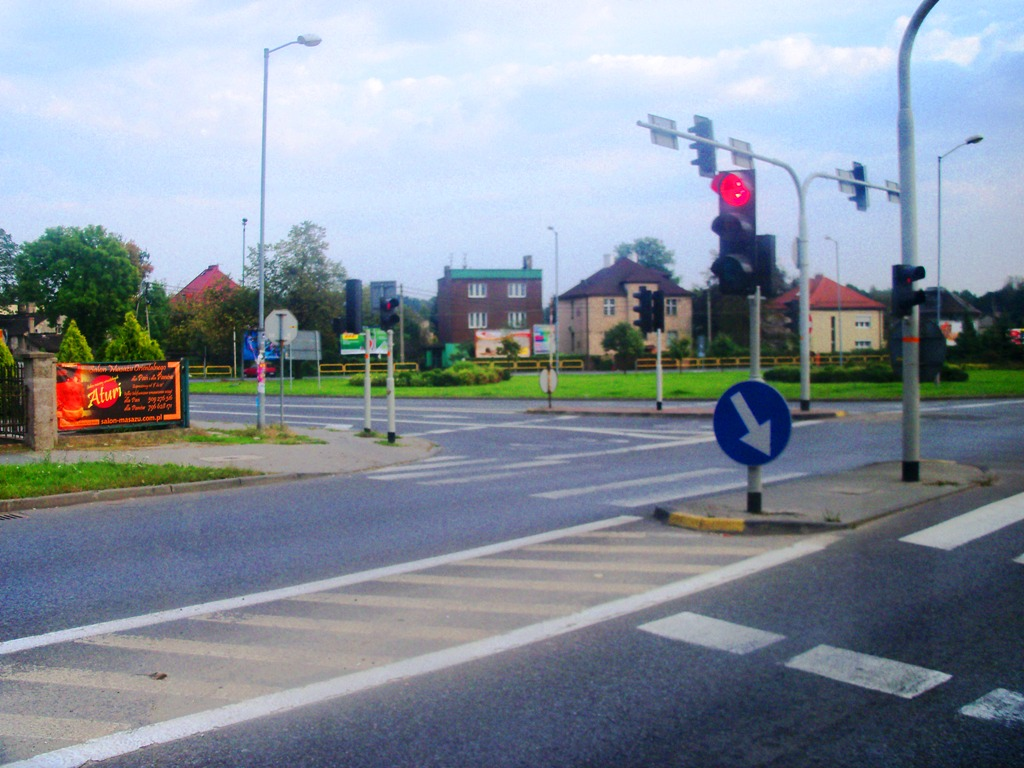
Skrzyżowanie ul. Brynowskiej i ul. T. Kościuszki (plac Tajnej Organizacji Nauczycielskiej)

Przy ulicy Tadeusza Kościuszki w latach międzywojennych swoje siedziby miały: jadalnia Pawła Wielocha (pod numerem 1), spółka budowlana Karola Korna (pod numerem 42), biuro Huty Poldi (ul. T. Kościuszki 22), biuro techniczne Szmidt i Stiebing (pod numerem 45), Śląskie Kamieniołomy Sp. z o.o. (biuro, ul. T. Kościuszki 1a), Śląska Spółka Sprzedaży Sody (pod numerem 1a), Towarzystwo Elektryczne Elberyd (pod numerem 42), Dywidag Dyckerhoff i Widmann – przedsiębiorstwo budowlane (ul. T. Kościuszki 12), Górnośląskie Zjednoczone Huty Królewskie i Laura Spółka Akcyjna Górniczo-Hutnicza (ul. T. Kościuszki 30), od 1909 firma budowlana Johanna Kohla (pod numerem 37), działająca od 1923 drukarnia Emanuela Braszczoka (ul. T. Kościuszki 49), Drukarnia Śląska (pod numerem 15), firma Pancerpol Franciszka Sodzuja (pod numerem 52), działająca od 1933 drukarnia A. Gorzelika i M. Komisara (ul. T. Kościuszki 39), fabryka wędlin i jadłodajnia Ruckera (pod numerem 28), restauracja „Wzgórze Wanjury” (pod numerem 15), redakcja „Gazety Ludowej” (ul. T. Kościuszki 16), dziennik Volkswille (pod numerem 29), redakcja gazety Der Oberschlesische Wanderer (pod numerem 2), kawiarnia Karola Gogołka (pod numerem 53), nocna restauracja „Gastronomia” Szczepana Kopela (ul. T. Kościuszki 48), Wiedeński Salon Mody (pod numerem 42), restauracja „Bristol” (pod numerem 2), restauracja A. Glucksmanna „Hangeka-Dom” (ul. T. Kościuszki 8), „Grant Restaurant” Ludwika Nalepy (pod numerem 38), szkoła im. Świętej Jadwigi (pod numerem 15), piekarnia i cukiernia E. Bartoschika (ul. T. Kościuszki 13), fabryka stempli Adolfa Leopolda oraz Apteka Nowomiejska (pod numerem 9), Związek Podoficerów Ziem Zachodnich (pod numerem 2), zakład obuwniczy Ludwika Skrzypka (ul. T. Kościuszki 38), cukiernia E. Fabera (pod numerem 27), Konsulat Duński (ul. T. Kościuszki 13), hurtownia „Cukropol” (pod numerem 12), Agencja Wschodnia (pod numerem 3), Śląskie Koło Organizacji Naukowej (ul. T. Kościuszki 30).
Od 1945 pod numerem 14 działa księgarnia. W 1909 pod numerem 16 założono przedstawicielstwo gazety Kurier Zagłębia; w 1901 z Berlina do Katowic na ul. Tadeusza Kościuszki 46 przeniosła się siedziba redakcji „Gazety Robotniczej”. W 1926 Spółka Budowlana Urzędników Państwowych, Wojewódzkich i Nauczycieli wybudowała siedem domów przy ul. T. Kościuszki 60-72. Powyżej wylotu dzisiejszej (ślepej) ulicy Fiołków w 1925 r. powstał stadion sportowy klubu Pogoń Katowice (dzisiejszy Stadion AWF Katowice). Wyżej, po tej samej stronie ulicy, na wprost wejścia do Parku Kościuszki, od 1920 r. znajdowało się boisko klubu sportowego "Diana Katowice". W 1953 r. na tym miejscu wybudowano Halę Parkową, którą w 1975 r zaadaptowano na filmowe atelier. Dalej, w miejscu, w którym w XIX w. znajdowały się szyb i maszyna wyciągowa kopalni „Beata”, w 1912 r. wzniesiono, na końcu uruchomionej w tym samym roku linii tramwajowej biegnącej wzdłuż ulicy do śródmieścia Katowic, halę zajezdni tramwajowej. Jeszcze wyżej, pod samym szczytem Wzgórza Beaty, istniało w latach międzywojennych jeszcze jedno boisko, a w głębi za nim - strzelnica. Ulica kończyła się w rejonie brynowskiego folwarku, gdzie ulica Dworska łączyła ją z ul. Brynowską.
Opis ulicy T. Kościuszki pojawia się w powieści Wilhelma Szewczyka Ptaki ptakom, której akcja dzieje się w pierwszych dniach września 1939:

I znowu ta niesamowita, wymarła ulica Kościuszki, ciemna, rozpaczliwie długa, gdy trzeba było nią iść prawie po omacku, w lęku o każdy głośniejszy stuk podeszwy. Nie byłem pewny, czy w bramach, tak jak wczoraj, stoją jeszcze powstańcy z karabinami na czatach. W oknach załamywały się oleiste refleksy, jak gdyby blachę, a nie szyby wprawiono w lakierowane biało ramy.

Ulica jest wspomniana w książce dla młodzieży Alfreda Szklarskiego Sobowtór profesora Rawy. Opis z 20 lipca 1962:

Skąpana w deszczu brukowana nawierzchnia ulicy Kościuszki skrzyła się w świetle latarń jarzeniowych, które niczym kryształowy różaniec pięły się ku południowej dzielnicy miasta.

Na ulicy nakręcona została sekwencja wjazdu żołnierzy do miasta w filmie fabularnym w reżyserii Kazimierza Kutza pt. Krzyż Walecznych (1958; nowela Pies). Wojskowy gazik jedzie ulicą Kościuszki (w tle drzewa Parku Kościuszki), po czym skręca w lewo, w ulicę J. Poniatowskiego.
Od 1957 przy ul. T. Kościuszki 9 istnieje biuro podróży Juwentur; od 1945 pod numerem 2 – zakład Optyka; od 1963 – wytwórnia balustrad i witraży pod numerem 54. W styczniu 2005 na fasadzie kamienicy pod numerem 56 umieszczono tabliczkę pamiątkową ku czci Andrzeja Szewczyka – artysty, plastyka, który mieszkał w tym budynku. W 2008 na fasadzie budynku na rogu ul. Tadeusza Kościuszki i ul. Józefa Poniatowskiego 34 w Katowicach odsłonięto tablicę, poświęconą aktorce Aleksandrze Śląskiej; w tej kamienicy się urodziła i wychowała.
Uchwałą Rady Miasta Katowice nr VIII/130/11 z dnia 18 kwietnia 2011 skwerowi, położonemu u zbiegu ul. T. Kościuszki i ul. Brynowskiej nadano nazwę plac Tajnej Organizacji Nauczycielskiej. Uchwała weszła w życie 7 czerwca 2011.

## Opis
Ulica na odcinku od autostrady A4 (alei Górnośląskiej) do ulicy Brynowskiej jest drogą publiczną o przekroju jednojezdniowym klasy technicznej Z. Pod ulicą zlokalizowany jest wodociąg Ø 400 mm i Ø 160 mm, będący w eksploatacji Rejonowego Przedsiębiorstwa Wodociągów i Kanalizacji oraz kanał odprowadzający ścieki Ks Ø 500 mm.
Planowana jest budowa Parku Wodnego przy skrzyżowaniu z ul. Alfonsa Zgrzebnioka. Natężenie ruchu na ul. T. Kościuszki pomiędzy ul. Świętego Huberta a ul. Rolną wynosi 2323 samochody na jedną godzinę popołudniowego szczytu. Ulica T. Kościuszki biegnie obok Fabryki Maszyn Górniczych („Famur”). Tą ulicą kursują linie autobusowe ZTM oraz tramwaje.

### Obiekty nieistniejące
- modernistyczny budynek przy ul. T. Kościuszki 1[26]
- modernistyczny budynek przy ul. T. Kościuszki 1a[26]

### Obiekty zabytkowe
Przy ulicy Tadeusza Kościuszki znajdują się następujące historyczne obiekty:
- narożna kamienica mieszkalna (ul. T. Kościuszki 2, róg z ul. J. Kochanowskiego)[27];
- narożna kamienica mieszkalna (ul. T. Kościuszki 3, ul. M. Konopnickiej 1)[27];
- kamienica mieszkalna (ul. T. Kościuszki 4)[27];
- kamienica mieszkalna (ul. T. Kościuszki 5)[27];
- kamienica mieszkalna (ul. T. Kościuszki 6)[27];
- narożna kamienica mieszkalna (ul. T. Kościuszki 7, ul. Andrzeja 1)[27];
- kamienica mieszkalna (ul. T. Kościuszki 8)[27];
- narożna kamienica mieszkalna (ul. T. Kościuszki 9, ul. Andrzeja 2)[27];
- kamienica mieszkalna (ul. T. Kościuszki 10/12)[27];
- kamienica mieszkalna (ul. T. Kościuszki 11)[27];
- narożna kamienica mieszkalna (ul. T. Kościuszki 13, ul. S. Batorego 1)[27];
- kamienica mieszkalna (ul. T. Kościuszki 14)[27];
- narożna kamienica mieszkalna (ul. T. Kościuszki 15, róg z ul. S. Batorego)[27];
- kamienica mieszkalna (ul. T. Kościuszki 16)[27];
- kamienica mieszkalna (ul. T. Kościuszki 17)[27];
- kamienica mieszkalna (ul. T. Kościuszki 18)[27];
- narożna kamienica mieszkalna (ul. T. Kościuszki 19, róg z ul. M. Kopernika)[27];
- kamienica mieszkalna (ul. T. Kościuszki 22)[27];
- narożna kamienica mieszkalna (ul. T. Kościuszki 23, róg z ul. M. Kopernika)[27]; posiada elementy architektury secesyjnej;
- kamienica mieszkalna (ul. T. Kościuszki 24)[27];
- kamienica mieszkalna (ul. T. Kościuszki 25)[27];
- kamienica mieszkalna (ul. T. Kościuszki 26)[27];
- kamienica mieszkalna (ul. T. Kościuszki 27)[27];
- narożna kamienica mieszkalna (ul. T. Kościuszki 28, róg z ul. J. Ligonia)[27];
- kamienica mieszkalna (ul. T. Kościuszki 29)[27];
- dawny gmach Górnośląskich Zjednoczonych Hut Królewskiej i Laury (ul. T. Kościuszki 30)[27], wzniesiony w 1927[28];
- zabytkowa willa Ludwiga Schneidera (ul. T. Kościuszki 31)[29], wzniesiona w 1892 w stylu eklektycznym[27];
- kamienica mieszkalna (ul. T. Kościuszki 31b)[27];
- narożna kamienica mieszkalna (ul. T. Kościuszki 33, róg z ul. Żwirki i Wigury)[27];
- kamienica mieszkalna (ul. T. Kościuszki 34)[27];
- narożna kamienica mieszkalna (ul. T. Kościuszki 35, róg z ul. Żwirki i Wigury)[27];
- kamienica mieszkalna (ul. T. Kościuszki 36)[27];
- kamienica mieszkalna (ul. T. Kościuszki 37)[27];
- narożna kamienica mieszkalna (ul. T. Kościuszki 38, ul. Powstańców 2)[27];
- kamienica mieszkalna (ul. T. Kościuszki 39)[27];
- narożna kamienica mieszkalna (ul. T. Kościuszki 40, ul. Powstańców 1)[27];
- narożna kamienica mieszkalna (ul. T. Kościuszki 41, róg z ul. PCK)[27];
- kamienica mieszkalna (ul. T. Kościuszki 42, 44a, 44)[27];
- kamienica mieszkalna (ul. T. Kościuszki 43), wzniesiona w 1936[27];
- narożna kamienica mieszkalna (ul. T. Kościuszki 45, róg z ul. J. Rymera)[27];
- narożna kamienica mieszkalna (ul. T. Kościuszki 46, ul. H. Jordana 14, 14a)[27];
- narożna kamienica mieszkalna (ul. T. Kościuszki 47, ul. J. Rymera 2)[27]; w kamienicy mieszkał artysta Hans Bellmer, obecnie mieści się tu Dział Grafiki im. Pawła Stellera Muzeum Historii Katowic;
- narożna kamienica mieszkalna (ul. T. Kościuszki 48, róg z ul. H. Jordana)[27];
- zabytkowa kamienica (ul. T. Kościuszki 49), wpisana do rejestru zabytków (nr rej.: A/1646/97 z 21 sierpnia 1997), wzniesiona w 1913 według projektu Josephra Kutza, w stylu modernizmu[30];
- kamienica mieszkalna (ul. T. Kościuszki 50)[27];
- kamienica mieszkalna (ul. T. Kościuszki 51)[27];
- kamienica mieszkalna (ul. T. Kościuszki 52)[27];
- kamienica mieszkalna (ul. T. Kościuszki 53)[27];
- kamienica mieszkalna (ul. T. Kościuszki 54)[27];
- kamienica mieszkalna (ul. T. Kościuszki 55)[27];
- kamienica mieszkalna (ul. T. Kościuszki 56)[27];
- kamienica mieszkalna (ul. T. Kościuszki 57)[27];
- kamienica mieszkalna (ul. T. Kościuszki 59)[27];
- domy Spółdzielni Budowlanej Urzędników Państwowych i Komunalnych (ul. T. Kościuszki 60–72), wzniesione w 1926 według projektu Zjednoczonego Przedsiębiorstwa Budowlanego[28];
- budynek biurowy (ul. T. Kościuszki 63)[27];
- willa z ogrodem – dom inżyniera Jana Krygowskiego (ul. T. Kościuszki 65), wzniesiona według projektu Tadeusza Michejdy, wybudowana w latach 1928–1930 w stylu modernizmu[27];
- willa z ogrodem (ul. T. Kościuszki 67), wzniesiona w latach trzydziestych XX wieku, w stylu funkcjonalizmu[27];
- willa w ogrodzie (ul. T. Kościuszki 69)[27];
- modernistyczny pawilon z lat 50. XX w. – tzw. „Dom Służewca” (ul. T. Kościuszki 73);
- Hala Parkowa (ul. T. Kościuszki 90)[27][31];
- dawna zajezdnia tramwajowa – obecnie przebudowany salon samochodowy (ul. T. Kościuszki 94)[27];

- park im. Tadeusza Kościuszki w Katowicach, wpisany do rejestru zabytków (nr rej.: A/1515/93 z 26 lutego 1993)[30]; założony około 1898 (tzw. Südpark)[32];
- kościół św. Michała Archanioła, z 1510, wpisany do rejestru zabytków (nr rej.: A/1179/71 z 9 marca 1971)[30]; przeniesiony do parku z Syryni w 1938;
- spichlerz dworski z 1688, przeniesiony do parku z Syryni w 1938[33]; spłonął w latach siedemdziesiątych XX wieku;
- cmentarz żołnierzy Armii Czerwonej (przeniesiony do parku Kościuszki w 1967 z miejsca dzisiejszego pomnika Powstańców Śląskich);

- zespół zabudowy dawnego folwarku (ul. T. Kościuszki 138); pochodzący z połowy XIX wieku; obejmujący jednokondygnacyjny murowany budynek mieszkalny z facjatą (dawny dwór) oraz budynek gospodarczy, wzniesione w stylu klasycystycznym[23][27];

- murowana dwukondygnacyjna willa (ul. T. Kościuszki 182); wzniesiona w latach trzydziestych XX wieku w stylu późnego modernizmu[23][27];
- modernistyczna willa (ul. T. Kościuszki 186)[23], wzniesiona w latach 20. XX wieku[27];
- murowana dwukondygnacyjna willa (ul. T. Kościuszki 188); wzniesiona w latach dwudziestych XX wieku w stylu późnego modernizmu[23][27];
- modernistyczna willa (ul. T. Kościuszki 190); wzniesiona w latach dwudziestych XX wieku[23][27];
- zachowany reliktowo młyn nad Ślepiotką w Piotrowicach; nie jest objęty ochroną[34].

Przy ulicy T. Kościuszki 94 znajduje się cenny architektonicznie obiekt salonu samochodowego i stacji serwisowej Škoda. Budynek wzniesiono w latach 1996–1998 według projektu M. Polaka i M. Skwara z lat 1996–1998, przebudowując dawną zajezdnię tramwajową. Obiekt posiada powierzchnię całkowitą 1690 m² i kubaturę 8500 m³. Konstrukcja została zaplanowana przez inżynierów J. Mańkę i S. Nogalskiego.

### Instytucje
Przy ulicy Tadeusza Kościuszki swoją siedzibę mają:
- Regionalne Centrum Informacji Europejskiej (ul. Kościuszki 6)[36],
- Międzynarodowy Książęcy Klub Fryzjerstwa (ul. Kościuszki 8),
- cukiernia Karkowska (ul. Kościuszki 10),
- NZOZ Centrum Medyczne Anima (ul. Kościuszki 16),
- Centrum Obrotu Wyrobami Hutniczymi i Złomem Silesia Steel (ul. Kościuszki 18/6),
- NZOZ Centrum Medycyny i Psychoterapii Medpress (ul. Kościuszki 19/3)[37],
- Ośrodek Terapii Jąkania (ul. Kościuszki 24/5),
- Wojewódzki Urząd Pracy w Katowicach (ul. Kościuszki 30)[38],
- Górnicza Izba Przemysłowo-Handlowa (ul. Kościuszki 30)[39],
- Zrzeszenie Prywatnego Handlu i Usług (Doradztwo prawno – podatkowe) (ul. Kościuszki 31)[40],
- Oddział Związku Kynologicznego w Polsce (ul. Kościuszki 42),
- Delegatura Urzędu Ochrony Konkurencji i Konsumentów (ul. Kościuszki 43),
- Ośrodek Pomocy Kryzysowej Stowarzyszenia SPES (ul. Kościuszki 46)[41],
- Szkoła Językowa Project (ul. Kościuszki 50/4)
- stadion AWF Katowice (ul. Kościuszki 84)[42],
- siedziba Polskiego Związku Biathlonu (ul. Kościuszki 84)[43],
- Instytucja Kultury Estrada Śląska (ul. Kościuszki 88)[44],
- bloki mieszkalne z lat 70. XX wieku (ul. T. Kościuszki i ul. A. Kostki-Napierskiego),
- Zakład Zieleni Miejskiej (ul. Kościuszki 138),
- Jednostka Ratowniczo-Gaśnicza nr 2 Państwowej Straży Pożarnej (ul. Kościuszki 189),
- Fabryka Elementów Napędowych FENA (Zarząd Przedsiębiorstwa) (ul. Kościuszki 191),
- Śląska Federacja Sportu (ul. Kościuszki 191),
- Senetic (ul. T. Kościuszki 227)[45],
- poradnia leczenia schorzeń tarczycy (ul. Kościuszki 255)[46],
- Zajazd Gościniec Śląski (ul. Kościuszki 352)[47],
- stacje benzynowe, miejsca noclegowe; kancelarie adwokackie, salony samochodowe, banki i instytucje finansowe.